# Golovinomyces asterum
Golovinomyces asterum is een schimmel die behoort tot de familie Erysiphaceae. Het is een biotrofe parasiet die behoort tot de meeldauwen.
Deze soort verschillende variateiten, te weten:
- Golovinomyces asterum var. asterum
- Golovinomyces asterum var. moroczkovskii
- Golovinomyces asterum var. solidaginis (Guldenroedemeeldauw)

## Verspreiding
Het komt voor in Noord-Amerika, Europa en Aziatische gebieden van Rusland. In Tsjechië werd het voorkomen van Golovinomyces asterum gevonden op de Nieuw-Nederlandse aster (Symphyotrichum novi-belgii), Aster dumosus, late guldenroede (Solidago gigantea), Canadese guldenroede (Solidago canadensis) en Solidago hybrida.
In Nederland komt het uiterst zeldzaam voor.

## Foto's

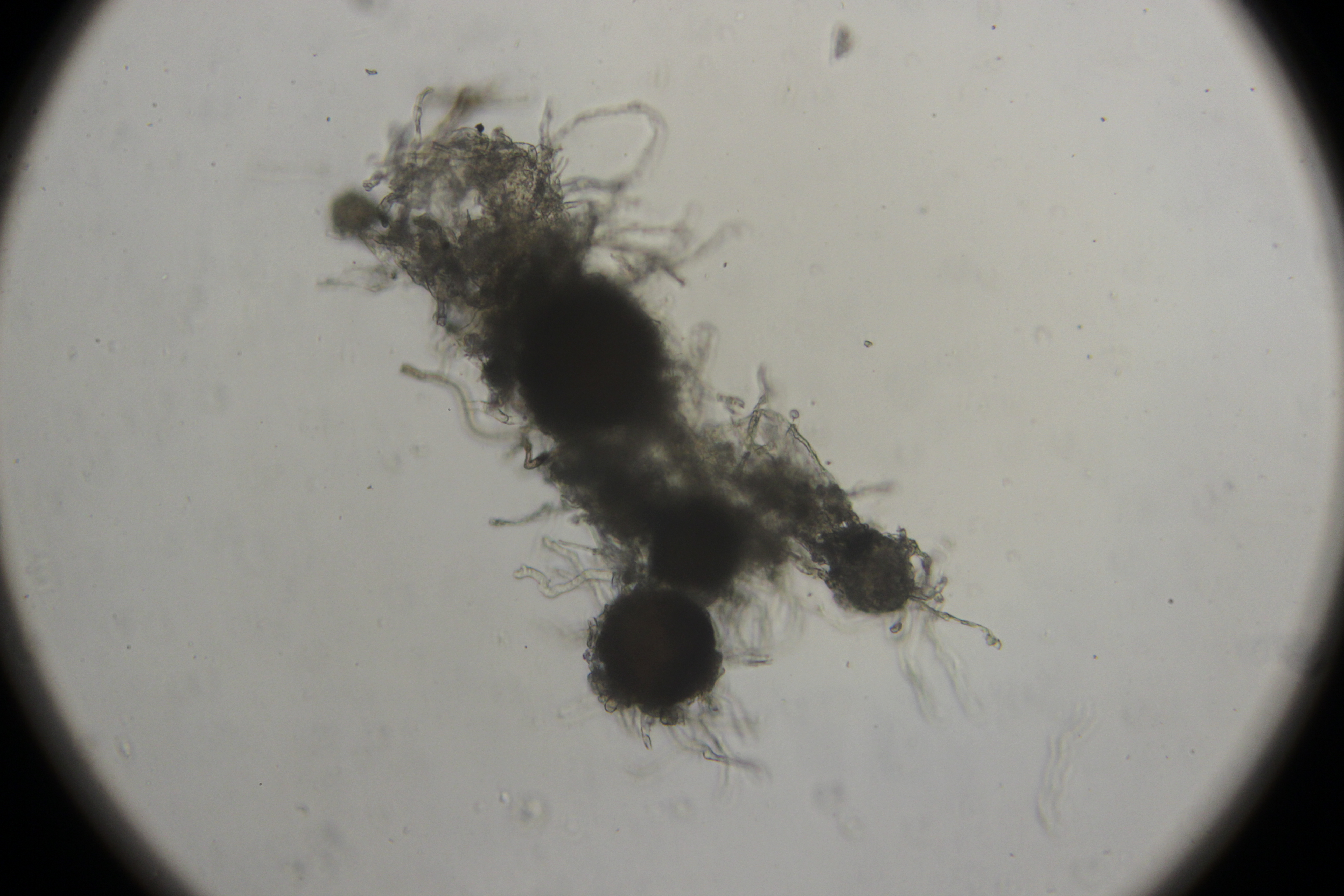
Microscoop opname